# 野口城 (飛騨国)
野口城（のぐちじょう）は岐阜県飛騨市古川町野口と袈裟丸にまたがって存在した山城である。国の史跡『姉小路氏城跡』を構成する城跡の一つ。
正確な築城時期、築城者は知られていないが、室町時代に姉小路氏ないしその家臣によって築かれたと考えられている。城は姉小路氏の支流のうち小島氏の支配領域であることから、特に小島氏の関与が考えられている。宮川と殿川の合流地点に近い、古川盆地の北西端にある山上に築かれた山城である。山の南側、盆地に面した尾根に主郭が設けられ、その北側と北東側の2つの尾根にも曲輪が造成されている。北側の尾根には堀切や畝状竪堀群が作られ、北側から盆地のある南側への侵攻を阻むために設計されていると考えられている。曲輪には掘立柱建物の跡がみられるほか、土塁や柵列の跡も見つかった。
城の東側には越中方面から古川盆地へ至る街道が存在していたとみられ、その監視の役割も担っていたとみられる。出土品として多くの土師器や珠洲焼、瀬戸美濃焼、天目茶碗などが確認されており、単なる軍事上の拠点以外の用途もあったと想定されている。
小島氏が滅びた十六世紀後半に廃城になったと考えられている。